# نیول (مجارستان)
نیول (به مجاری:  Nyúl) یک شهرداری در مجارستان است که در ناحیه دیور واقع شده‌است. نیول ۲۵٫۱۴ کیلومتر مربع مساحت و ۳٬۹۱۳ نفر جمعیت دارد.

## خواهرخوانده
شهر Győr-Szabadhegy خواهرخواندهٔ نیول (مجارستان) هست.